# Bianca Tragni
Angela Bianca Tragni (Altamura, 23 gennaio 1944) è una giornalista e scrittrice italiana. Nel corso della sua carriera, si è occupata principalmente di cultura pugliese e folclore della città di Altamura e della Puglia nonché di divulgazione di argomenti di storia medievale, moderna e contemporanea.

## Biografia
Bianca Tragni nasce nella città di Altamura, in Puglia, il 23 gennaio 1944. Dopo la laurea in Giurisprudenza a Bari e poi in Storia e Filosofia a Firenze, comincia sin da subito l'attività di giornalismo, alternata all'attività di insegnante di storia e filosofia nei licei. Si è anche occupata di antropologia e cultura locale e nel corso della sua carriera è stata insignita di numerosi premi relativi al giornalismo e alla cultura in generale. È divenuta in seguito Preside del Liceo Scientifico della sua città natale Altamura, che ha intitolato a Federico II di Svevia.
In qualità di giornalista ha curato parecchie riviste di carattere locale e ha anche curato alcune inchieste e rubriche di cultura popolare per il giornale La Gazzetta del Mezzogiorno.
Nel 2004 ha anche contribuito a fondare l'associazione culturale chiamata Club federiciano, tesa alla valorizzazione dei tesori storici e artistici di Altamura e della Puglia.

## Incarichi
- Corrispondente per la Puglia dell'associazione storica francese Souvenir Napoléonien

## Premi e riconoscimenti
- Sasso di Castalda, Potenza (1976)
- Leader d'opinione, Roma (1980)
- Città di Gallipoli, Gallipoli (1980)
- Nonino Risit d'Aur Percoto (1982)
- Murgia Dibenedetto-Loizzo Altamura (1983)
- Motula, Mottola (1992)
- Antigone, Bari (1995)
- Mandurion, Manduria (1998)
- Cesare Pavese - Cultura del vino, Santo Stefano Belbo (2005)
- Premio Altamura città del pane DOC, Altamura (2007)
- Festa nazionale dell’Astronomia Federico II, Castel del Monte (2008)
- Club Femminile dell’Amicizia, Santeramo in Colle (2011)
- Mimosa d’argento, Taranto (2012)
- Schòla Federiciana, Lecce (2013)
- Giornata dei Talenti, Taranto (2013)
- Pivot Pierino Piepoli, Castellana Grotte (2016)
- Gioconda Smile’s – Accademia Kronos, Bari (2017)
- Terre di Puglia, Santeramo in Colle (2020)
- Premio Convegno di Cultura Maria Cristina di Savoia "Femminile e Femminismo", Castellana Grotte (2023)
- Premio giornalistico Michele Campione "50 anni di professione", Bari (2024)

## Opere
- Morire in Murgia, Bari, Gea editrice, 1977.
- I nomadi del pentagramma: le bande musicali in Puglia, Giovinazzo, Edizioni Peucetia, 1985.
- Itinerari turistico-culturali: la transumanza, Bari, Mario Adda Editore, 1986.
- Artigiani di Puglia, Bari, Mario Adda Editore, 1986, ISBN 978-8880821120.
- Morire di Murgia e altri racconti, Bari, Milella, 1987.
- Pasquale Vilella musicista ed eroe, Roma, Vivere in, 1988.
- Guida turistico-culturale della Puglia: folklore e gastronomia, Bari, Mario Adda Editore, 1988.
- I racconti della fata Murgiana, Milella, 1989, ISBN 978-8880821120.
- I segni della Puglia: la Murgia, Bari, Laterza, 1991.
- Il presepe pugliese: arte e folklore (con C.Gelao), Bari, Mario Adda Editore, 1992.
- San Pietro in Bevagna nella storia e nella tradizione – ed. CRSEC, Manduria, 1993.
- La meravigliosa storia di Federico II di Svevia, Mario Adda Editore, 1994, ISBN 978-8880820000.
- Il mitico Federico II di Svevia, Mario Adda Editore, 1994, ISBN 978-8880821977.
- Lu scegnu ritrovato, Manduria, Filo, 1995.
- Santi di casa nostra, la Puglia dei patroni: festa uguale banda, Monopoli, CRESC, 1996.
- Altamura. Storia, arte, folklore, gastronomia, Filo, 1997, ISBN 978-8887192001.
- Dal merum al primitivo di Manduria, Manduria, Filo, 1997.
- Il re solo. Corrado IV di Svevia, Mario Adda Editore, 1998, ISBN 978-8880822981.
- Il presepe pugliese. Arte e folklore, 2ª ed., Mario Adda Editore, 2000, ISBN 978-8880821601.
- Un popolo per la libertà: Altamura Leonessa di Puglia (fumetto), Cassano Murge, Messaggi, 1999.
- I racconti della Fata Murgiana, Lecce, Pensa, 2002.
- Anna nella rivoluzione, Bari, Ladisa, 2003.
- Il mare di cristallo. Guida narrata delle cinque torri della costa tarantina da Punta Prosciutto a Torre Ovo, Caforio, 2004, ISBN 978-8889565001.
- Childhood obesity: la figura dell’obeso dalla preistoria ad oggi, Napoli, De Nicola, 2005.
- Il cibo dei morti, Bari, Palomar, 2006, ISBN 978-8876001611.
- Morire di Murgia e altri racconti salentini, Lecce, Pensa, 2006.
- Altamura - Collana guide "Puglia in tasca", Bari, Mario Adda Editore, 2007.
- Favole in cucina, Palomar, 2008, ISBN 978-8876002830.
- La cattedrale di Altamura fra restauri scoperte interpretazioni. Edizione illustrata, Mario Adda Editore, 2009, ISBN 978-8880828617.
- Storia e didattica del Risorgimento (a cura), Altamura, Liceo Scientifico "Federico II", 2010.
- Il Risorgimento in Puglia: 1799-1861 (a cura), Bari, Comitato pugliese per il 150º anniversario dell'Unità d'Italia, 2010.
- I nostri eroi. Breve manuale di storia del Risorgimento in Puglia, Mario Adda Editore, 2011, ISBN 978-8880829720.
- Tutte le donne dell'imperatore. L'universo femminile di Federico II di Svevia, Mario Adda Editore, 2012, ISBN 978-8867170470.
- Re Gioacchino Murat. La Puglia. Bari nel secondo centenario della nascita di Bari nuova, Mario Adda Editore, 2013, ISBN 978-8867170623.
- Fior da…Fiore: antologia degli scritti di Tommaso Fiore, Cassano Murge, Messaggi, 2014.
- Racconti nei sassi, Mario Adda Editore, 2016, ISBN 978-8867172283.
- Santa Maria del Casale a Brindisi. Ediz. illustrata, Mario Adda Editore, 2017, ISBN 978-8867172917.
- Cagnazzi. Uno scienziato nelle rivoluzioni, Mario Adda Editore, 2017, ISBN 978-8867173365.
- Da Castel del Monte a l'Asmara...e ritorno: storia di Michele Balacco, costruttore di Molfetta, Mario Adda Editore, 2018, ISBN 978-8867173723.
- Nicolino va alla guerra: il romanzo di un agricoltore pugliese nella fornace della Grande guerra, Mario Adda Editore, 2018, ISBN 978-8867173815.
- Anna Ximenes - Storia d'amore e di rivoluzione, Edizioni di Pagina, 2019, ISBN 978-8874706822.
- 1799 - Altamura Leonessa di Puglia - Storia di una breve utopia (fumetti Paolo Maggi), Fasi di Luna, 2019, ISBN 978-8867174430.
- Murat, un re di Napoli venuto dall’Europa, EAI (Edizioni Accademiche italiane), 2020, ISBN 978-6200834027.
- Il capolavoro di Federico II: l’arte di cacciare con i falchi (De arte venandi cum avibus), Roma, Il Cigno GG. (in via di pubblicazione)
- Gigli fioriti di Murgia, Bari, Edizione del Club Federiciano, 2021.
- Il quadro dell'Assunta di Altamura, Bari, Mario Adda Editore, 2022, ISBN 9788867176021.
- Le sciagurate regine di Napoli, Bari, Mario Adda Editore, 2024, ISBN 9788867177011.